# Electric Los Angeles sunset
Electric Los Angeles sunset is een single van Al Stewart. Het is afkomstig van zijn derde album Zero she flies. Al Stewart omschrijft het gewelddadige leven en de enorme luchtvervuiling in/van de stad Los Angeles tegenover een mooie zonsondergang.